# Новоджамбулський фосфорний завод
Новоджамбу́лський фо́сфорний заво́д — хімічне підприємство на півдні Казахстану в місті Тараз (раніше Джамбул).
У 1950 та 1969 роках у Джамбулі ввели в дію суперфосфатний завод та Джамбульське виробниче об'єднання «Хімпром», які використовували ресурси родовищ Каратауського фосфоритоносного району. Останні так само стали сировинною базою для Новоджамбулського заводу, будівництво стартувало в 1972-му. До складу нового виробничого майданчика увійшли:
- введені в 1978 році перша черга, яка могла виробляти 1 млн тонн агломерату із фосфоритової дрібноти, 55 тисяч тонн жовтого фосфору, 550 тисяч тонн гранульованого шламу та 16 тисяч тонн фосфорної кислоти (сировиною для останньої виступав фосфоровмісний шлам);
- запущена в 1982-му друга черга потужністю 1 млн тонн агломерату із фосфоритової дрібноти, 60 тисяч тонн жовтого фосфору та 600 тисяч тонн гранульованого шламу;
- введені в дію у 1982-му та 1984-му два виробництва термічної фосфорної кислоти (на основі окиснення жовтого фосфору з наступною гідратацією) річною потужністю по 60 тисяч тонн;
- запущені в 1984-му та 1985-му два виробництва триполіфосфату (на основі нейтралізації термічної фосфорної кислоти кальцинованою содою) річною потужністю по 60 тисяч тонн;
- введені в 1986-му виробництва триполіфосфату калію та триполіфосфату калію-натрію продуктивністю 3,5 та 2,1 тисячі тонн на рік відповідно.
Виплавка жовтого фосфору відбувається у чотирьох електричних рудотермічних печах типу РКЗ-80Ф-И1 потужністю по 80 МВт, при цьому окрім гранульованого шлаку також отримують ферофосфор.
З 1997-го Новоджамбулський завод увійшов до складу концерну «Казфосфат».
У 2012-му запустили виробництво гексаметафосфату натрію річною потужністю 5 тисяч тонн, яке споживає частину ортофосфатів, що утворюються при нейтралізації термічної фосфорної кислоти кальцинованою содою.
У 2016-му через загострення конкуренції на світовому ринку жовтого фосфору завод мусив зменшити виробництво та працювати в режимі лише однієї печі.